# Zemský okres Stormarn
Zemský okres Stormarn (německy Kreis Stormarn) je zemský okres v německé spolkové zemi Šlesvicko-Holštýnsko. Sídlem správy zemského okresu je město Bad Oldesloe. Má přibližně 243 tisíc obyvatel. 

## Města a obce
Města:
1. Ahrensburg
2. Bad Oldesloe
3. Bargteheide
4. Glinde
5. Reinbek
6. Reinfeld

Obce:
1. Ammersbek
2. Badendorf
3. Bargfeld-Stegen
4. Barnitz
5. Barsbüttel
6. Braak
7. Brunsbek
8. Delingsdorf
9. Elmenhorst
10. Feldhorst
11. Grabau
12. Grande
13. Grönwohld
14. Großensee
15. Großhansdorf
16. Hamberge
17. Hamfelde
18. Hammoor
19. Heidekamp
20. Heilshoop
21. Hohenfelde
22. Hoisdorf
23. Jersbek
24. Klein Wesenberg
25. Köthel
26. Lasbek
27. Lütjensee
28. Meddewade
29. Mönkhagen
30. Neritz
31. Nienwohld
32. Oststeinbek
33. Pölitz
34. Rausdorf
35. Rehhorst
36. Rethwisch
37. Rümpel
38. Siek
39. Stapelfeld
40. Steinburg
41. Tangstedt
42. Todendorf
43. Travenbrück
44. Tremsbüttel
45. Trittau
46. Wesenberg
47. Westerau
48. Witzhave
49. Zarpen